# 渡邉由自
渡邉 由自（わたなべ ゆうじ、邉はワ冠の代わりにウ冠、1946年1月28日 -）は東京都世田谷区出身のライトノベル作家、脚本家。1990年以前の著書では渡邊 由自とも表記される。

## 経歴
中央大学中退後、シナリオ研究所を経て脚本家となる。映画監督堀川弘通に構成論を学んだ。
児童向け特撮ショートドラマ『クレクレタコラ』で脚本家として活動を開始、その後ドラマだけでなくアニメの脚本も手がける。アニメにおいては脚本の他に、特に『重戦機エルガイム』などサンライズの作品においてシリーズ構成も担当することがあった。
1980年代後半から1995年頃までライトノベルを中心の執筆活動を行なっていたが、持病の悪化に伴い長期の療養生活を余儀なくされる。2004年に『スペース・ウォーカー』（朝日ソノラマ）で久々の復帰を果たしたが、その後は沈黙を続けている。
同じく脚本家である金巻兼一は弟子にあたる。

## 代表作

### ドラマ・映画脚本
- 太陽にほえろ!（1972年） *脚本担当は1970年代後半
- 傷だらけの天使（1974年）*初参加は第10話
- 特別機動捜査隊（1976-7年頃）
- バケタン家族（1976年）
- 江戸の旋風シリーズ（1977年 - 1978年 第3シリーズ、「新・江戸の旋風」1980年）
- 姿三四郎（1978年 - 1979年）
- 俺たちは天使だ!（1979年）
- 想い出のアン（1984年）

### アニメ・特撮脚本
※太字はシリーズ構成を含む。
- クレクレタコラ（1973年）※脚本家デビュー作。
- 伝説巨神イデオン接触篇・発動篇（1982年）
- 魔法のプリンセス ミンキーモモ（1982年）
- ドキュメント太陽の牙ダグラム（1983年）
- 聖戦士ダンバイン（1983年）
- サイコアーマー・ゴーバリアン（1983年）
- 重戦機エルガイム（1984年）
- ふたり鷹（1984年）
- 忍者戦士飛影（1985年）※原作も担当。
- あいつとララバイ 水曜日のシンデレラ（1987年）
- バリバリ伝説（1987年）
- 鎧伝サムライトルーパー（1988年）
- るり色プリンセス（1992年）

### 小説
- 重戦機エルガイム（ソノラマ文庫、全3巻）（1985年）
表紙画、挿絵は北爪宏幸
  1. 燃える大地
  2. 凍れる宇宙
  3. 甦る地平線
- 魔聖界ロードシリーズ（ソノラマ文庫、全4巻）（1986年）
表紙画、挿絵は加藤洋之&後藤啓介
  1. プリンセス・タイフーン
  2. プリンセスの結禁糸
  3. プリンセスの妖魔王
  4. プリンセス・ララバイ
- 「クレイジー・リー」シリーズ/ダーティプリンス（朝日ソノラマ文庫、全4+1巻/全5巻）（1987年 - 1990年）
- 魔群惑星（角川スニーカー文庫、全5巻）（1987年 - 1988年）
表紙画、挿絵は真鍋譲治
  1. スイート・マジック
  2. ロスト・レクイエム
  3. ドリーム・トラベル
  4. ハートピア・タイム
  5. ラッキー・リップス

カセットブック「プリンセス・ララバイ」も発売されている。出演:林原めぐみ、堀川亮、永井一郎、森功至、郷里大輔、杉山佳寿子、ほか
- ハートビート・ベル（ソノラマ文庫、全2巻）（1988年）
表紙画、挿絵は若菜等+Ki
  1. 八本指のフェスタ
  2. 幽霊王国の逆襲
- 聖刻の書（角川スニーカー文庫、全5巻）（1988年 - 1990年）
表紙画、挿絵は真鍋譲治
古代エジプトを舞台とするファンタジー。
  1. 燃える瞳のメル
  2. 億の顔の狂戦士
  3. 裏切りの首飾り
  4. 遥かな唇歯輔車
  5. 不毛の地の予感

カセットブック「ファラオの溜息」も発売されている。出演:堀江美都子、古川登志夫、銀河万丈、ほか
- 魔聖公子（カドカワノベルズ、全5巻）（1988年 - 1991年）
表紙画、挿絵は小林智美
  1. 妖艶なる天使
  2. 降魔神の影絵
  3. 修羅の夢幻境
  4. 黒衣ぬぐ幽鬼
  5. 悪魔の揺藍歌
- 精霊王国（角川スニーカー文庫、全5巻）（1990年 - 1992年）
表紙画、挿絵は垣野内成美
魔群惑星の18年後を描く。
  1. エンジェル・アイズ
  2. エルフ・クライシス
  3. シュガー・スマイル
  4. デヴィル・クイーン
  5. ゴッド・チルドレン
- 諸王の物語（ソノラマ文庫、全5巻）（1991年 - 1993年）
表紙画、挿絵は加藤洋之&後藤啓介
  1. 奴隷王
  2. 掠奪王
  3. 蜉蝣王
  4. 斬首王
  5. 神の王
- 修羅姫聖伝（カドカワノベルズ、全3巻）（1991年 - 1993年）
- ツイン・デヴィル（富士見ファンタジア文庫、全2巻）（1992年 - 1993年）
表紙画、挿絵は奥田ひとし
  1. 神話転覆
  2. 泣虫皇帝
- トワイライト・ラブ -夢幻の書（大陸ネオファンタジー文庫）（1992年）
表紙画、挿絵は渡辺浩
- ラ・ピュセル（角川スニーカー文庫、全3巻）（1993年 - 1994年）
表紙画、挿絵は若菜等+Ki
- 海のエンジェル（小学館キャンバス文庫、全3巻）（1993年 - 1994年）
表紙画、挿絵は若菜等+Ki
  1. ふりむけば、愛
  2. 千の愛、億の化身
  3. 愛の翼の聖天使
- 破壊王子（ソノラマ文庫、全3巻）（1994年）
表紙画、挿絵は木野聖子
  1. 我が名はシヴァ
  2. 王都遙かなり
  3. 荒ぶる神の眠る地
- 竜剣記（角川スニーカー文庫）（1994年）
表紙画、挿絵は衣谷遊
- 天狗童子（ソノラマ文庫、全4巻）（1995年）
表紙画、挿絵は神村幸子
  1. 曙の風雲児
  2. 闇の灯台鬼
  3. 霧の呪術師
  4. 幻の神門王
- スペース・ウォーカー（ソノラマ文庫）（2004年）